# 123
| [ Edytuj tabelę ] |                                            |
| Cesarz Chin       | - 106 Han Andi 125                         |
| Władca Korei      | - 53 T’aejodae 146                         |
| Papież            | - 116 Sykstus I 125                        |
| Król Partów       | - 105 Wologazes III 147 - 109 Osroes I 129 |
| Cesarz Rzymu      | - 117 Hadrian 138                          |

Rok 123 / CXXIII
stulecia: I wiek ~
II wiek ~
III wiek

lata: 113 «
118 «
119 «
120 «
121 «
122 «
123
» 124
» 125
» 126
» 127
» 128
» 133